# Amenti
Amenti (lit. "O Escondido"), também chamado de 'Querneter ("Terra Fantasma" ou "Terra dos Deuses"), Neterxer ("Lugar Funeral") ou Otamersquer, na mitologia egípcia, era o submundo. Nele havia 15 portões pelos quais se devia passar para alcançar o reino de Osíris. Diz-se que era uma terra de profundo sono e escuridão na qual os seus residentes ficavam incorruptíveis, mas não reconheciam sua mãe ou pai e não amavam seus filhos ou esposa. Se divide em quatro regiões e nele está no Grande Julgamento, onde a separação final das almas boas e más era feita.